# جيمي آدامز (مهندس)
جيمي آدامز (بالإنجليزية: Jimmy Adams)‏ هو مهندس أمريكي، ولد في 27 يونيو 1972 في نورفك في المملكة المتحدة.